# Gul taggvallmo

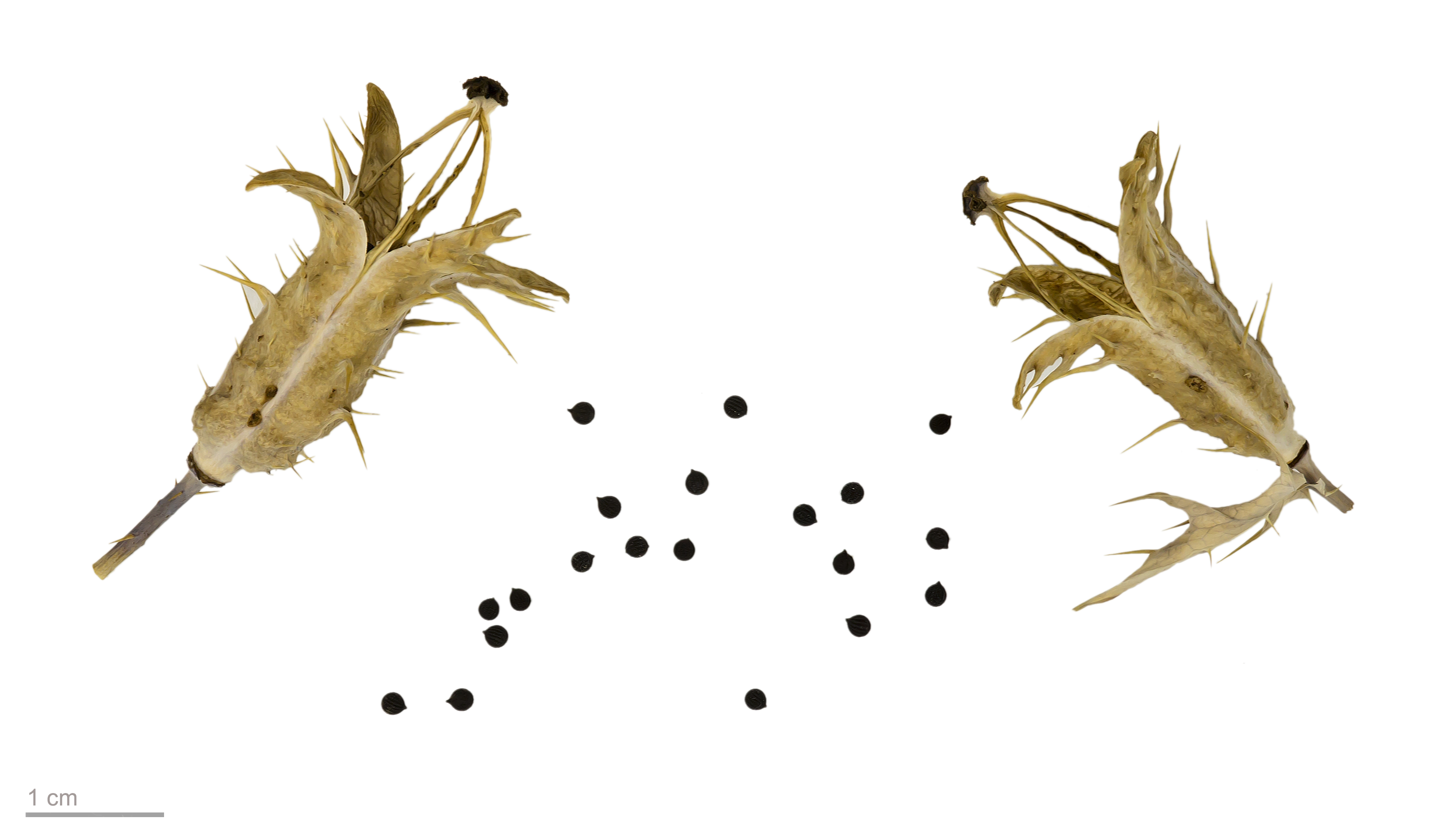
Argemone mexicana

Gul taggvallmo (Argemone mexicana) är en art inom släktet taggvallmor och familjen vallmoväxter och är ursprunglig i sydvästra Nordamerika. Arten har naturaliserats på många håll och räknas lokalt som ogräs. Odlas som ettårig prydnadsväxt i Sverige. Innehåller den giftiga alkaloiden sanguinarin.
Blomman är blekt gul-orange.

## Synonymer
Argemone alba var. leiocarpa (Greene) Fedde
Argemone leiocarpa Greene
Argemone leiocarpa var. mexicanoides Fedde
Argemone leiocarpa var. ochroleucoides Fedde
Argemone mexicana L.
Argemone mexicana f. leiocarpa (Greene) G.B.Ownbey
Argemone mexicana var. anacanthoidea Fedde
Argemone mexicana var. lutea Kuntze
Argemone mexicana var. parviflora Kuntze
Argemone mexicana var. spinosa Barnéoud
Argemone mexicana var. tomentosa Barnéoud
Argemone mexicana var. typica Prain nom. inadmiss.
Argemone mucronata Dum.-Cours. ex Steudel
Argemone sexvalvis Stokes
Argemone spinosa Gaterau nom. illeg.
Argemone spinosa Moench
Argemone sulphurea Sweet ex Loudon
Argemone versicolor Salisbury
Argemone vulgaris Spach nom. illeg.
Argemone vulgaris var. citrina Spach nom. inadmiss.
Echtrus mexicanus (L.) Nieuwland
Echtrus trivalvis Steudel
Echtrus trivialis Lour. sphalm.
Papaver mexicanum (L.) E.H.L.Krause